# 네트워크 소켓
네트워크 소켓(network socket)은 컴퓨터 네트워크를 경유하는 프로세스 간 통신의 종착점이다. 오늘날 컴퓨터 간 통신의 대부분은 인터넷 프로토콜을 기반으로 하고 있으므로, 대부분의 네트워크 소켓은 인터넷 소켓이다. 네트워크 통신을 위한 프로그램들은 소켓을 생성하고, 이 소켓을 통해서 서로 데이터를 교환한다.
인터넷 소켓은 다음과 같은 요소들로 구성되어 있다.
- 인터넷 프로토콜 (TCP, UDP, raw IP)
- 로컬 IP 주소
- 로컬 포트
- 원격 IP 주소
- 원격 포트

인터넷 소켓은 크게 두 개의 타입으로 분류할 수 있다.
- UDP 프로토콜을 사용하는 경우
- TCP 프로토콜을 사용하는 경우

## 같이 보기
- 인터넷 프로토콜